# Gmina Zduny (Powiat Łowicki)
Die Gmina wiejska Zduny ist eine Landgemeinde im Powiat Łowicki der Woiwodschaft Łódź, Polen. Das Dorf Zduny selbst hat etwa 700 Einwohner, die Gmina hat eine Fläche von 128,55 km² und 5672 Einwohner (Stand 31. Dezember 2020).

## Geographie
Die Gemeinde grenzt an die Landgemeinden: Bedlno, Bielawy, Chąśno, Kiernozia, Łowicz und Żychlin.

## Geschichte
Die Landgemeinde Zduny entstand 1953 aus der Gemeinde Bąków, seitdem befindet sich der Sitz im Dorf Zduny. In den Jahren 1975 bis 1998 gehörte die Gemeinde zur Woiwodschaft Skierniewice.

## Gliederung der Landgemeinde
Zur Landgemeinde Zduny gehören 24 Ortsteile mit einem Schulzenamt:
Bąków Dolny, Bąków Górny, Bogoria Dolna, Bogoria Górna, Bogoria Pofolwarczna, Dąbrowa, Jackowice, Łaźniki, Maurzyce, Nowe Zduny, Nowy Złaków, Pólka, Retki, Rząśno, Strugienice, Szymanowice, Urzecze, Wierznowice, Wiskienica Dolna, Wiskienica Górna, Zalesie, Zduny, Złaków Borowy und Złaków Kościelny.
Die Gemeinde hat keine weiteren Ortschaften.

## Kultur
In Maurzyce befindet sich das Freilichtmuseum „Maurzyce Skansen“. Daneben hat die Gemeinde weitere geschützte Baudenkmale:
- St. Jakob in Zduny
- Allerheiligenkirche in Złaków Kościelny (1901)
- „Przytulisko-Herrenhaus“ in Złaków Kościelny (1895/1905)
- Pfarrhaus in Złaków Kościelny (19. Jh.)
- Stahlbrücke in Maurzyce

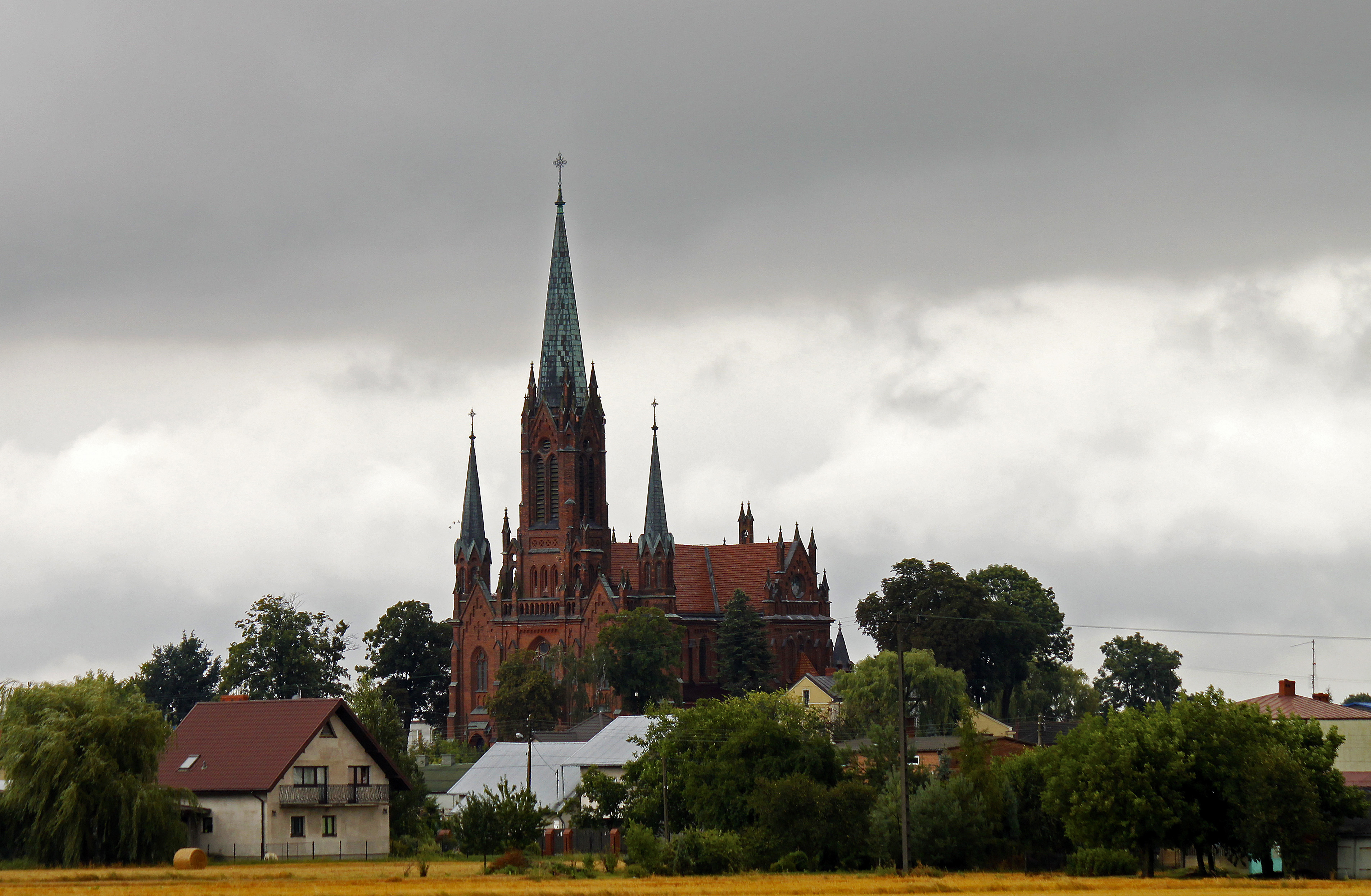
St. Jakob in Zduny
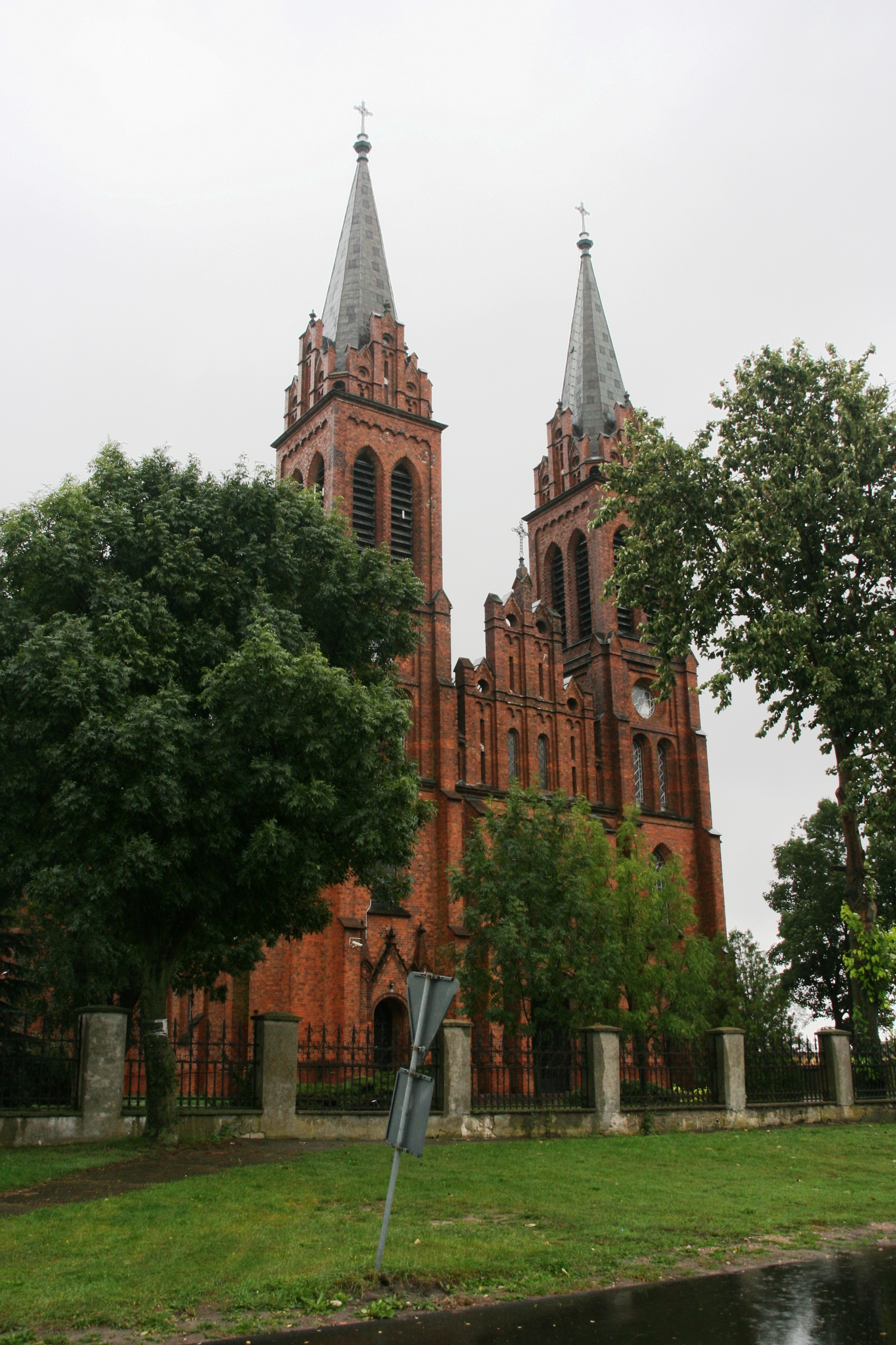
Kirche in Złaków Kościelny
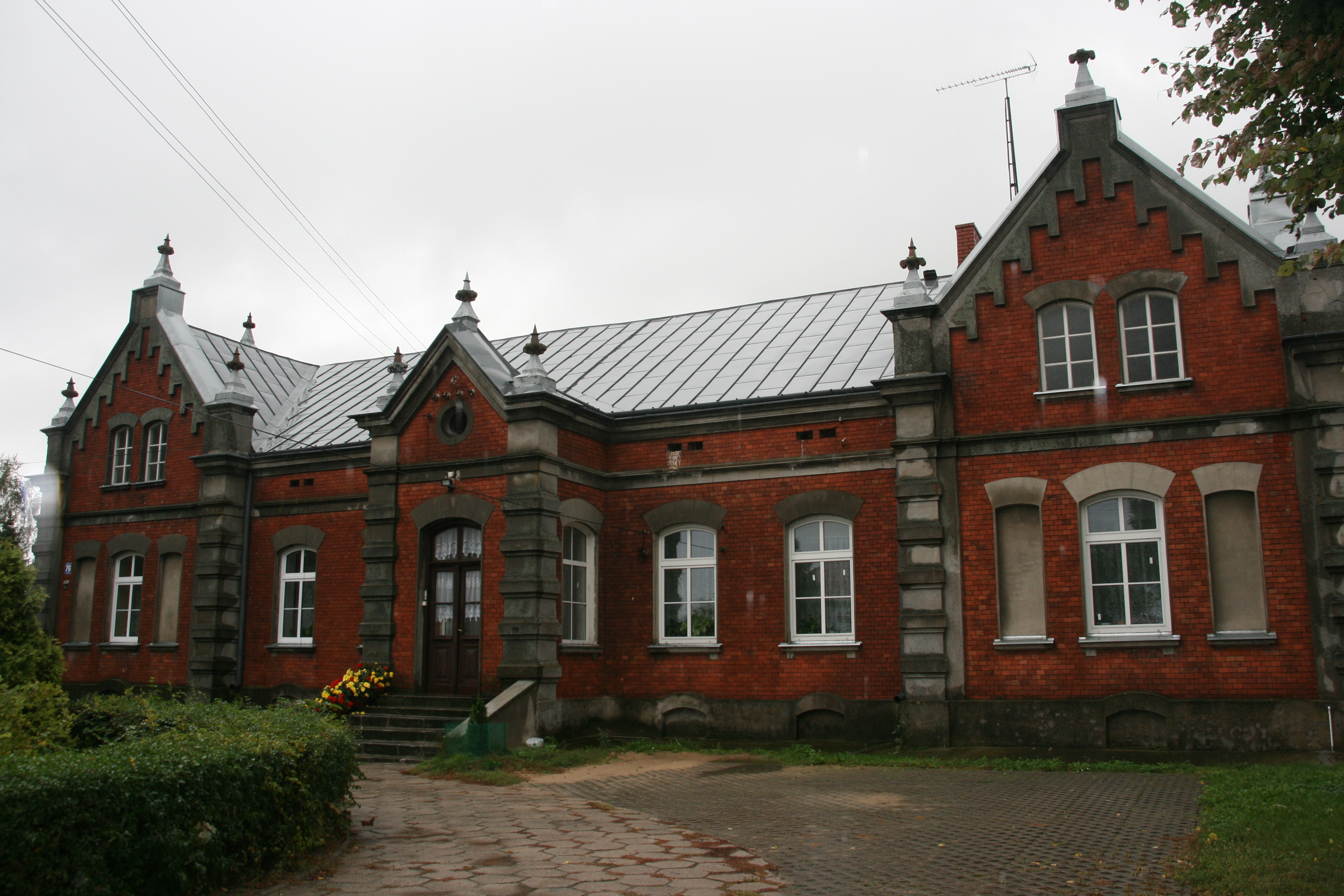
Pfarrhaus in Złaków Kościelny
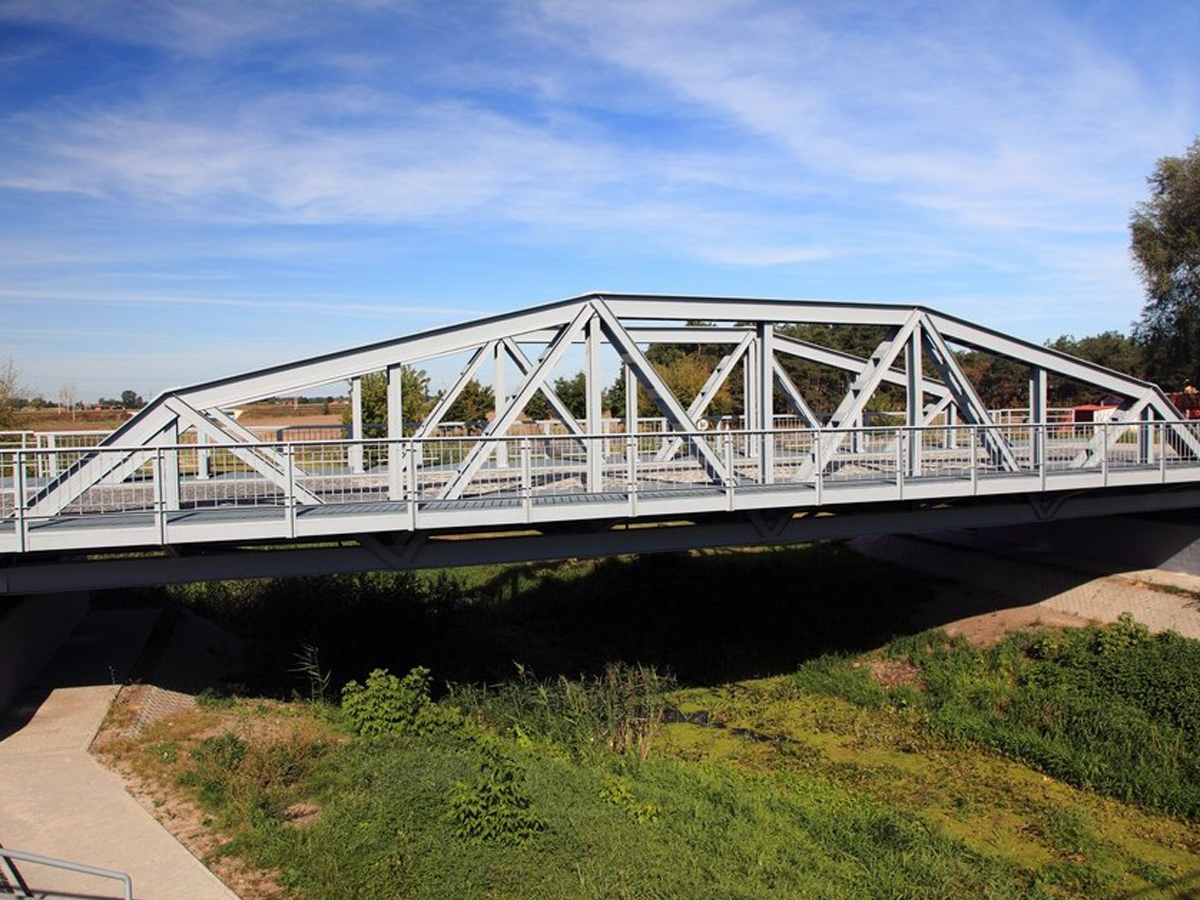
Stahlbrücke in Maurzyce
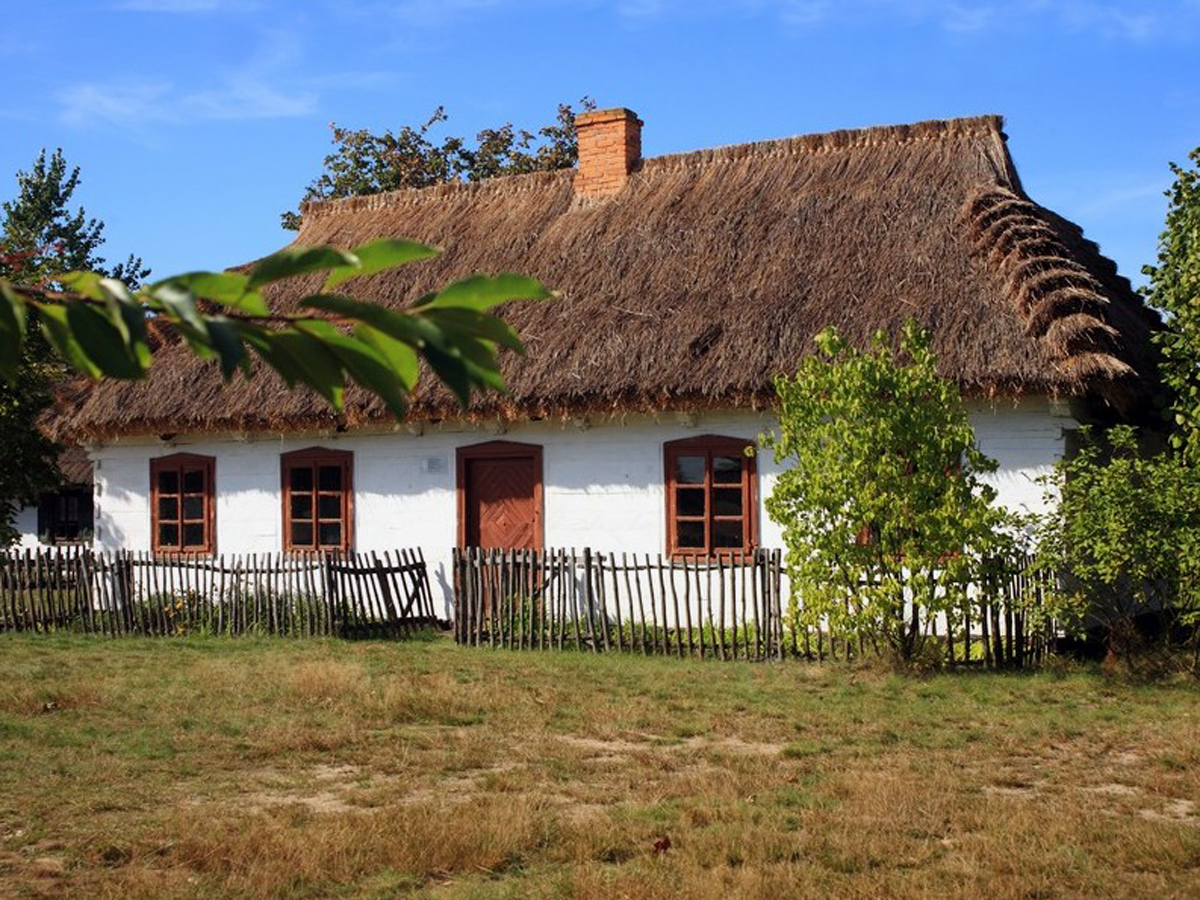
Im Freilichtmuseum
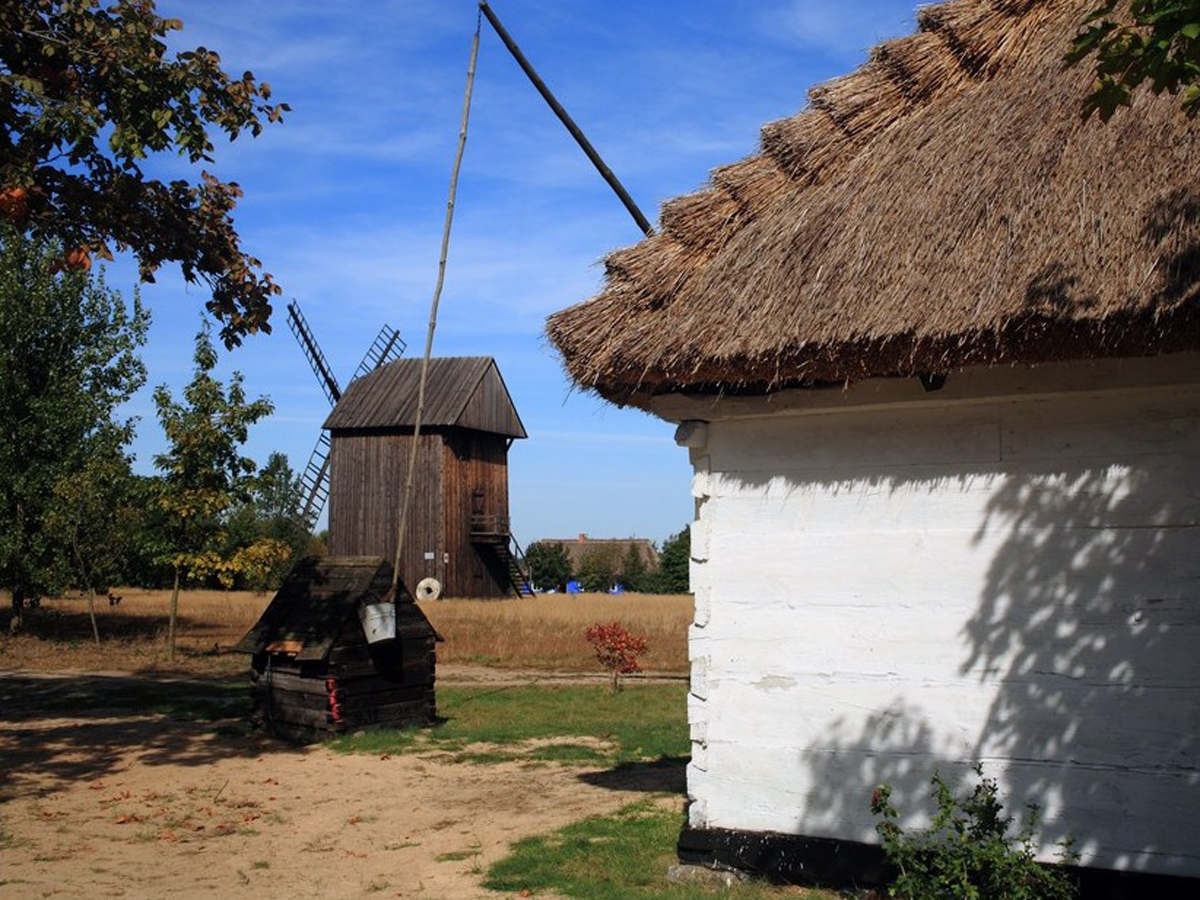
Maurzyce Skansen
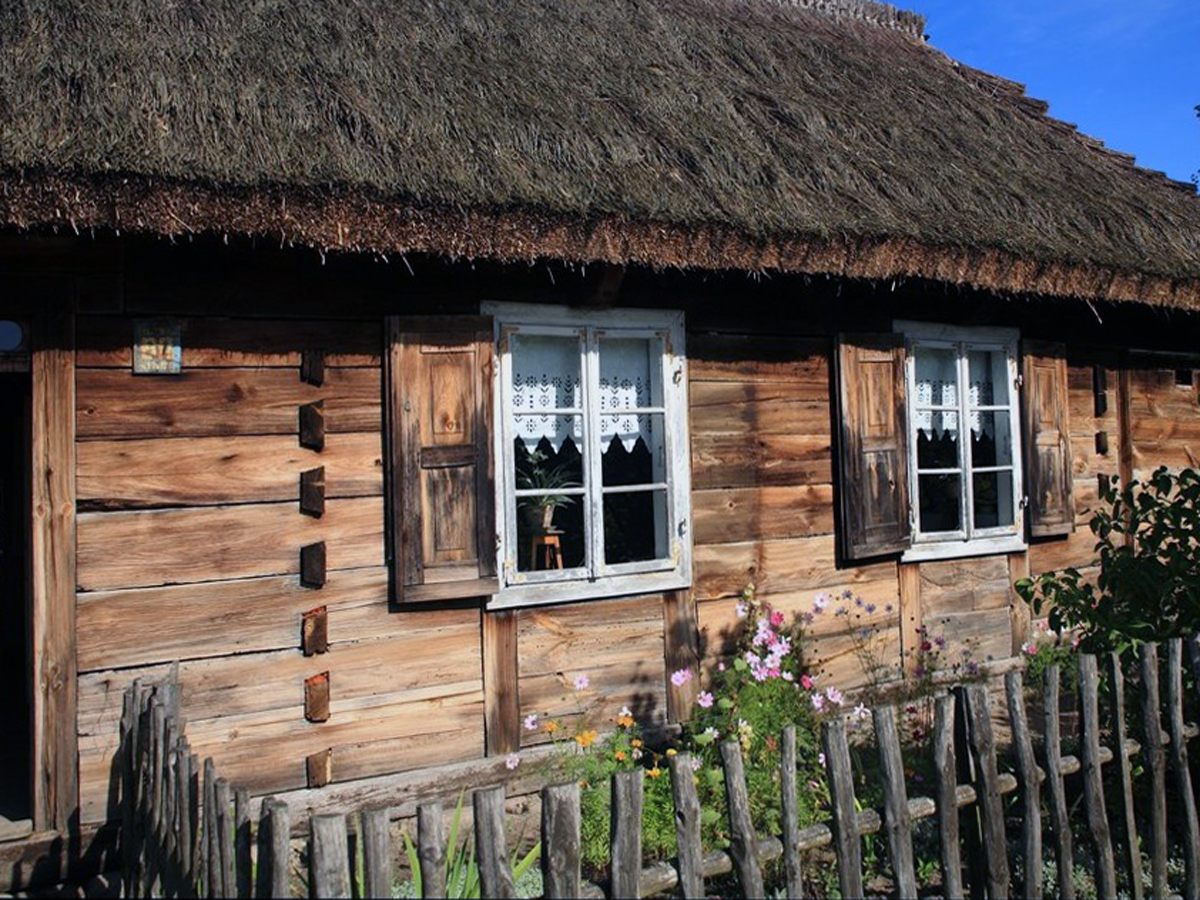
Bauernhäuser
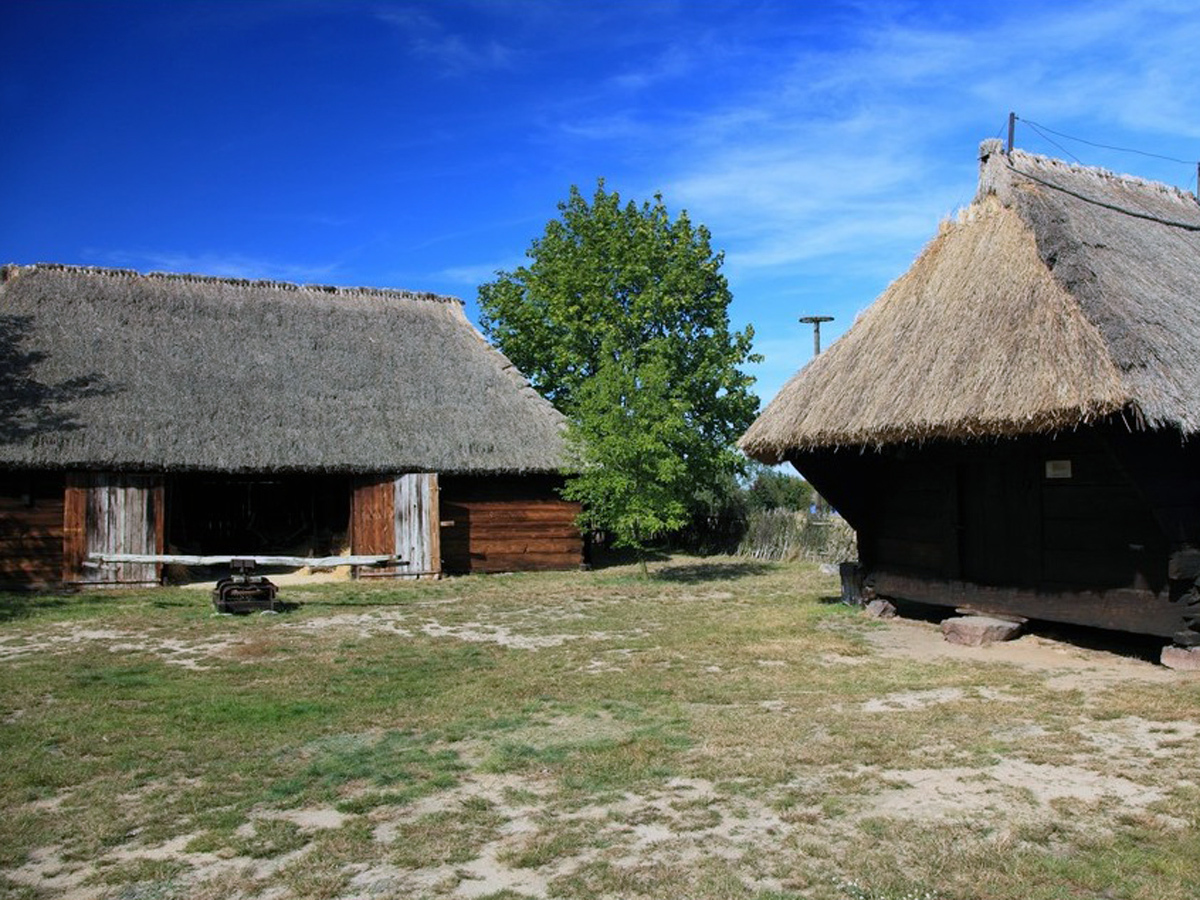
Ställe und Scheunen

## Persönlichkeiten
- Franciszek Drzewiecki FDP (* 26. Februar 1860 in Zduny) – Der Geistliche wurde am 13. September 1942 in der Tötungsanstalt Hartheim ermordet, 1999 wurde er zum Seligen der katholischen Kirche ernannt.

## Trivia
Die Moorpflanze Kopfried hat ihren polnischen Namen Marzyca (Schoenus L.) nach dem gleichnamigen Ort der Gmina erhalten, dieser selbst ist nach dem Krakauer Bischof Maurus († 1118) benannt.